# Palau de Comunicacions de Madrid

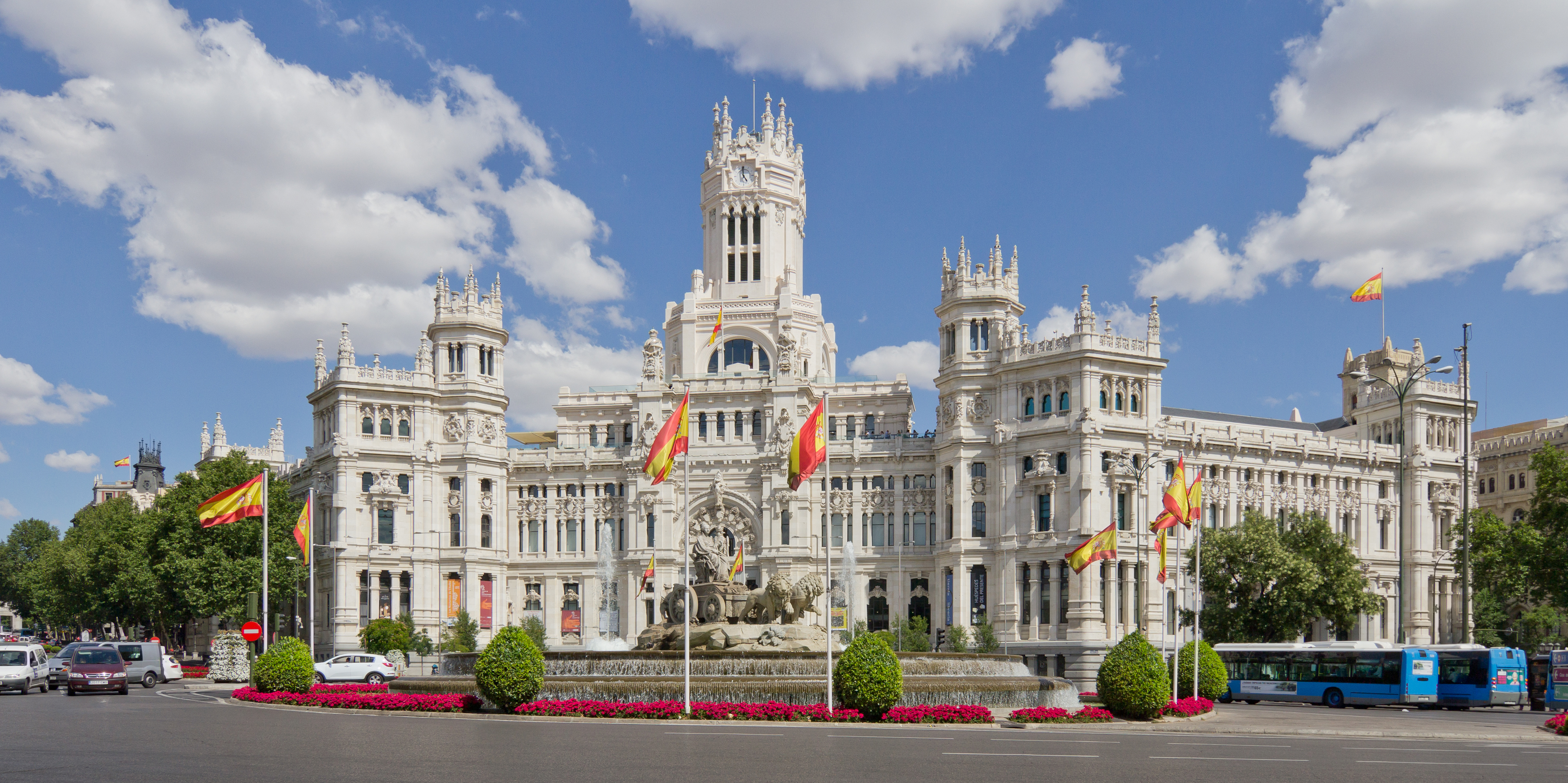
Palau de Comunicacions.

El Palau de Comunicacions de Madrid és un edifici emblemàtic de la ciutat de Madrid i seu de l'Alcaldia de Madrid. Situat a la Plaça de Cibeles, va ser dissenyat construït per Antonio Palacios i Joaquín Otamendi com a seu per a la Societat de Correus i Telègrafs d'Espanya.
Una de les anècdotes d'aquest edifici més comentades succeeix quan Lev Trotski va visitar Madrid en els anys 30, al començament del seu exili, i era encara una figura molt respectada. El van passejar pel centre de Madrid i en veure l'edifici de Correus i Telègrafs va quedar tan impressionat per la seva monumentalitat que el va anomenar "Nostra Senyora de les Comunicacions".